# ダミアン・イスモデス
ダミアン・ディエゴ・イスモデス・サラビア（Damián Diego Ísmodes Saravia, 1989年3月10日 - ）は、ペルー・リマ出身のサッカー選手。カルロス・ステイン所属。ポジションはミッドフィールダー。

## 経歴
2008年1月、スペインのラシン・サンタンデールに移籍し、3月18日のCAオサスナ戦で初出場した。シーズン終了後までに出場はこの1試合のみで、2009年1月にセグンダ・ディビシオンのSDエイバルにレンタル移籍した。出場機会はそれほど与えられず、21位でセグンダ・ディビシオンBに降格した。2009年8月、1年間の契約で古巣のスポルティング・クリスタルにレンタル移籍した。

## 代表歴
18歳のときにペルー代表に初招集され、2007年のコパ・アメリカに出場した。

## タイトル
スポルティング・クリスタル
- プリメーラ・ディビシオン: 2005